# 植田朝日
植田 朝日（うえだ あさひ　1973年7月7日 - ）は、サッカー日本代表のサポーター集団「ウルトラス・ニッポン」の中心人物。東京都出身。血液型はB型。実業家としてボンボネーラやコラソン・ジャパンの設立に関わるほか、劇団コラソンを主宰し脚本や演出を担当。音楽CD制作にラジオ番組の出演、コラムの執筆だけでなく、最近では映画監督としても活躍しており、4本制作し5つの賞に輝くなど、その活動は多岐に渡る。

## 人物
小学生時代から日本サッカーを愛し、国立競技場によく通い自分の庭のように走り回っていたというエピソードがある。海外留学の経験から得た海外サッカーの文化を日本に広め、Jリーグの興隆と共に、それまでにはなかった「サポーター」と呼ばれるサッカー文化を一般に普及させる一助となり、影響を与えた。（ただし、本人は「サポーター」という言葉を作ったのは自分、のようなイメージになっていることに嫌がっている。）
サッカー日本代表サポーター「ウルトラス・ニッポン」（1992年-）の中心的人物であり、FC東京のサポーター。
高校、大学時代の留学経験もあり、世界のサッカーへの造詣も深い。

## 来歴
地元の小中学校を卒業後、高校時代よりイングランドへ留学、卒業後、大学時代はドイツへ留学。
- 1995年（平成7年）、株式会社ボンボネーラを設立。
- 1998年（平成10年）、サッカー日本代表とウルトラス・ニッポンの、FIFAワールドカップ初出場までの軌跡を描いた著書、『熱狂ロード ROAD TO FRANCE』（1998年3月、ザマサダ刊）を執筆。
- 2006年（平成18年）、ボンボネーラ社長退任後、同年7月株式会社コラソン・ジャパンを設立。
- 2007年（平成19年）、「劇団コラソン」を旗揚げし、演劇の脚本、演出、プロデュースを行う。（2023年2月、第77回公演まで回を重ねる）
- 2008年（平成20年） 、「コラソンマタドール」東京都社会人サッカーリーグに参戦。（2013年　東京都社会人サッカーリーグ4部優勝、2014年東京都社会人サッカーリーグ3部所属）
- 2009年（平成21年）、「コラソンプロレス」を立ち上げ、プロレス興行を開催。（5年連続、5回開催）
- 2015年（平成27年）、劇団コラソンの主要演目である『ユルネバ』を映画化した初の映画監督作品『ユルネバ〜キミはひとりじゃない〜』2015年2月一般公開、コラソンエンターテイメントにて。東京国際フットボール映画祭2015（2015年2月8・11日、秋葉原UDXシアター）、観客賞受賞。ヨコハマ・フットボール映画祭2015（2015年2月15日、ブリリア・ショートショートシアター）、観客賞、審査員特別賞受賞。また、同作に関連しておこなわれた『CORAZON FES 2015』（2015年2月26日、下北沢GARDEN）はその後、音楽イベント『CORAZON FES』として定期的に開催された。
- 2016年（平成28年） 、音楽イベント『CORAZON WAY』（2016年3月12日、SHIBUYA Milkeyway）スタート。
- 2018年（平成30年） 、サッカー日本代表が初めてFIFAワールドカップ本戦出場を決めた、いわゆる“ジョホールバルの歓喜”で活躍した選手・監督とともに当時を振り返るドキュメンタリー映画、『ジョホールバル1997』がヨコハマ・フットボール映画祭2018（2018年2月11・12日、横浜市開港記念会館）にて初上映。同映画祭の観客賞を受賞する。10月には東京国際映画祭に招待され、上演前のレッドカーペットセレモニーにも参加した。
- 2019年（平成31年）、FIFAワールドカップアジア最終予選イラク戦、いわゆる“ドーハの悲劇”の舞台裏と、サッカー日本代表の未来を描いた映画、『ドーハ1993＋』がヨコハマ・フットボール映画祭2019（2019年2月16・17日、横浜市開港記念館）にて初上映。2年連続となる同映画祭の観客賞を受賞。
- 2021年（令和3年） 、コロナ禍で窮地にある、FC東京ファンが集うスポーツバーを舞台とした映画、『ユルネバ2021 眠らない街』（※脚本 益永あずみ）がヨコハマ・フットボール映画祭2021（2021年10月9・10日、かなっくホール）にて初上映。同映画祭の観客賞を受賞。

## 不祥事
新型コロナウイルスの影響が大きかった2021年の12月8日、FC東京が公式サイトで東慶悟、渡辺剛、永井謙佑、阿部伸行、渡邊凌磨の5選手がチームの内規で定められている8人より多い人数での会食を行ったとして厳重注意処分を受けたと発表した。その理由が、同5日に植田がサポーターグループ・TOKYO12と5選手との交流会を開催したことによるものと判明。その後Twitterとnoteにて謝罪を表明したが、その内容に問題があり、さらに批判が寄せられた。

## 出演

### テレビ
- 趣味悠々『ワールドカップ100倍楽しむ方法』（NHK）
- CUP（テレビ東京）
- JリーグA GO GO（テレビ朝日）
- ニュースステーション（テレビ朝日）
- 情熱サッカー星人（テレビ朝日）
- 朝まで生サッカー（テレビ朝日）
- とんねるずの生でダラダラいかせて（日本テレビ）
- 木梨サイクル（フジテレビ）
- アヤパン（フジテレビ）
- ジャンクSPORTS（フジテレビ）
- アッコにおまかせ!(TBS）
- 太田光の私が総理大臣になったら…秘書田中（日本テレビ)
- サッカー小僧（フジテレビ）
- A×A（テレビ東京）
- FOOT×BRAIN （テレビ東京）

など多数

### 舞台
各作品については劇団コラソンを参照

### 映画
- 『ユルネバ〜キミはひとりじゃない〜』（2015年2月一般公開、コラソンエンターテイメント）
監督・脚本:植田朝日
出演:黒田耕平・ゆってぃ（主演）、橘ゆりか（ヒロイン）、味方冬樹・倉田瑠夏・関谷真由・松中みなみ・上田悠介・松本岳・宮原将護・大澤真一郎・小山修平・桂城圭吾
友情出演:長友佑都
協力:FC東京
メディアパートナー:株式会社ニッポン放送、調布エフエム放送株式会社、サッカーキング、FCTOKYOMAGAZINE BR、FC東京VIVA Paradise、TOKYO12、CORAZON FOOTBALL

劇団コラソンの主要演目である『ユルネバ』を映画化。これが植田にとって初の映画監督作品となる。全編 iPhoneとiPadで撮影されている。友情出演で、プロサッカー選手・長友佑都が参加した[8]。

出展
  - 東京国際フットボール映画祭（2015年2月8・11日、両日とも「ユルネバ〜キミは一人じゃない〜」チケット完売、秋葉原UDXシアター）
  - 愛媛フットボール映画祭2015（2015年2月11日、愛媛県立医療技術大学）
  - ヨコハマ・フットボール映画祭2015（2015年2月15日、「ユルネバ〜キミは一人じゃない〜」チケット完売、ブリリア・ショートショートシアター）
  - 東京国際スポーツ映画祭サマーリーグ2019（2019年8月5日、コラソンゲート）

※受賞歴:東京国際フットボール映画祭 - 観客賞[9]・ヨコハマ・フットボール映画祭 - 審査員特別賞、観客賞
※上映会・イベント:コラソンフェス2015 ユルネバ〜君は一人じゃない〜LIVE（2015年2月26日、下北沢GARDEN
※一般上映会:（2015年2月28日、調布市文化会館たづくり くすのきホール）

- 『ジョホールバル1997 20年目の真実』（2018年2月一般公開、ジョホールバル1997製作委員会、コラソンエンターテイメント）

　監督:植田朝日
　出演:岡田武史・井原正巳・岡野雅行・名波浩・呂比須ワグナー・山口素弘
　ゼネラルマネージャー:六川則夫
　
サッカー日本代表が初めてFIFAワールドカップ本戦出場を決めた、いわゆる“ジョホールバルの歓喜”で活躍した選手・監督とともに当時を振り返るドキュメンタリー映画。
出展
- ヨコハマ・フットボール映画祭2018（2018年2月12日、「ジョホールバル1997 20年目の真実」チケット完売、横浜市開港記念会館）
- 福岡フットボール映画祭2018（2018年5月26日、ユナイテッド・シネマ キャナルシティ）
- せんだいスポーツ映画祭2018（2018年7月21日、せんだいメディアテーク）
- ナゴヤ・フットボール映画祭2018（2018年8月18・23日、名古屋シネマテーク）
- 第31回東京国際映画祭2018（2018年10月26日、TOHOシネマズ 六本木ヒルズ）
- 東京国際スポーツ映画祭サマーリーグ2019（2019年8月12日、コラソンゲート）

　　※受賞歴:ヨコハマ・フットボール映画祭 - 観客賞
- 『ドーハ1993＋』（2018年2月一般公開、コラソンエンターテイメント）
監督・総指揮:植田朝日
出演:柱谷哲二・松永成立・長谷川健太・都並敏史・北澤豪・高原直泰・安永聡太郎・李忠成・室屋成
主題歌:『ステージ(1993+ver.)』ケミカルリアクション

FIFAワールドカップアジア最終予選イラク戦、いわゆる“ドーハの悲劇”の関係者たちへのインタビューにより、当時を振り返るドキュメンタリー映画。

出展
  - ヨコハマ・フットボール映画祭2019（2019年2月17日、横浜市開港記念会館）
  - せんだいスポーツ映画祭2019（2018年8月22日、仙台市市民活動サポートセンター）

　※受賞歴:ヨコハマ・フットボール映画祭 - 観客賞
- 『ユルネバ2021 眠らない街』（2021年10月一般公開、コラソンエンターテイメント）
製作総指揮・監督・脚色・原案 :植田朝日
脚本:益永あずみ
出演:カトウクリス・月野もあ（仮面女子）・ホビー（アナクロニスティック）・柘植達大（敏感ファイル）・ゆってぃ・大沢真一郎・黒田耕平・チップ青木・小島夕佳（仮面女子）・森下舞桜（仮面女子）・高野亜沙美・織田あいか・森田朋依・廣山あみ・扶美子・わかん・よーへい
友情出演:石川直宏
協力:FC東京、調布市、CAFE DE CUERVOS
主題歌:『眠らない街-TOKYO NEVER SLEEPS-』廣山あみ

コロナ禍で窮地にある、FC東京ファンが集うスポーツバーを舞台としたサポーター達の奮闘記。友情出演で、FC東京クラブコミュニケーターの石川直宏が参加した。

出展
  - ヨコハマ・フットボール映画祭2021（2021年10月9日、かなっくホール）

※受賞歴:ヨコハマ・フットボール映画祭 - 観客賞 ※5回目の受賞

### コラソンエンターテイメントによる音楽イベント
- CORAZON FES（コラソンフェス）

もともと2010年におこなわれた『コラソンフェス』の名前を継承。前述の映画の関連イベントとして、2015年2月26日に下北沢GARDENで開催。以降は同ライブハウスを会場に、2016年12月までに23回がおこなわれた。また『コラソンフェススペシャル｢SUNDAYS｣ 』や『コラソンカーニバル2016 in 大阪』などの“特別版”もある。
- CORAZON WAY（コラソンウェイ）

渋谷Milkywayでおこなわれた音楽イベント。コラソンフェスの姉妹イベントとして、2016年3月12日にVol.1がスタートした。以降、2019年11月までに78回開催する人気イベントとなった。2017年3月からは、古本などの買取・販売ショップである駿河屋とのタイアップもおこなわれていた。
- CORAZON ROXY（コラソンロキシー）

LIVE ROXY SHIZUOKAでおこなわれた音楽イベント。2019年12月までに6回開催された。
- コラソン侍

SHINJUKU SAMURAIで2018年5月7日から始めた音楽イベント。3回目からは会場を渋谷Milkywayに移して継続、2019年9月までに25回開催された。

### ラジオ
- 独占Jリーグエキスプレス（ニッポン放送）レギュラー
- 朝日とカズのアレオレサッカー野郎（ニッポン放送）レギュラー
- オールナイトニッポンスポーツアルマゲドン（ニッポン放送）メインパーソナリティ
- 「植田朝日」のオールナイトニッポンinパリ（ニッポン放送）メインパーソナリティ
- 「植田朝日」のオールナイトニッポン（ニッポン放送）メインパーソナリティ
- 植田朝日の行こうぜオレたちのニッポン!（ニッポン放送）メインパーソナリティ
- CASA TOKYO THE RADIO（調布FM）
- TOKYO LA12 RADIO（調布FM）
- TOKYO12 インフォメーション（調布FM) FC東京のホーム戦試合前に放送される番組である。
- TOKYO12RADIO（調布FM)
- サッカーに今できること（TBS）
- 「植田朝日」のオールナイトニッポン―Ｒ（ニッポン放送）メインパーソナリティ(2014年3月9日
- ナイタースペシャル「植田朝日の行くぜブラジル! 行こうぜオレたちのニッポン!」（ニッポン放送、2014年5月30日） メインパーソナリティ

## 書籍
- 熱狂ロード
- 俺たちのワールドカップ
- BOCA 〜アルゼンチンの情熱〜
- ニッポン（講談社）
- 日本代表（グラフ社）
- 植田朝日物語（ヤングサンデー。自身が主人公となった漫画）
- 俺のトーキョー!FC東京ラブストーリー2012〜世界のTOKYO〜（フロムワン）
- 俺のトーキョー!FC東京ラブストーリー（イースト・プレス）

## CD
ウルトラス
- カンピオーネ・ニッポン（※シングル 1993年4月21日、ソニー・ミュージックレコーズ）
- カンピオーネ・ニッポン最終予選バージョン（※シングル 1993年10月10日、ソニー・ミュージックレコーズ）
- GO WEST（※シングル 1995年3月24日、ソニー・ミュージックレコーズ）
- アレ ジャポン（※アルバム 1998年04月25日、BOMBONERA RECORDS）
- HISTORY OF ULTRAS（※シングル 1998年02月11日、BOMBONERA RECORDS）
- ULTRAS2002（※アルバム 2002年05月16日、よしもとアール・アンド・シー）

　　※globeのKEIKOや、雨上がり決死隊、ペナルティといった吉本芸人も参加
- ジンギスカン（※シングル 2005年03月02日、UNIVERSAL MUSIC）
- ULTRAS2006（※アルバム 2006年04月12日、よしもとアール・アンド・シー）

　　※屋敷豪太、Captain Funk、次長課長が参加
- 日本サッカーの歌（※シングル 2006年05月24日、NBCユニバーサル・エンターテイメント

※作詞:植田朝日、作曲:坂本龍一
- ULTRAS2010（※アルバム 2010年05月12日、よしもとアール・アンド・シー）
- YNWA(You'll Never walk Alone)
- ULTRAS2014（※アルバム 2014年05月21日、よしもとアール・アンド・シー）

FC東京
- SEXY
- カップを奪い取れ

など
参加楽曲
- 翼をください

小田和正、GAKU-MC、倖田來未、高見沢俊彦、長渕剛、西田ひかる、藤井フミヤなど参加
- 友情のYELL（エール）

忌野清志郎、石井竜也、小泉今日子、トータス松本、YO-KING、MCU、大黒摩季など参加

## コラム
- トーチュウ携帯サイト「365日FC東京」 - タイトル『東京植田朝日新聞』
- 超ワールドサッカー - タイトル『植田朝日のやりたい放題』
- まぐまぐメールマガジン- タイトル『朝日サッカージャーナル』
- F.C.TOKYO MAGAZINE BR(FC東京公認）『月刊東京朝日ジャーナル』